# Ирисметов, Фархадбек Равшанович
Фархадбе́к Равша́нович Ирисме́тов (узб. Farhodbek Ravshan oʻgʻli Irismetov, Фарҳодбек Равшан ўғли Ирисметов; 10 августа 1981, Чимкент, Казахская ССР, СССР) — казахстанский футболист, защитник и тренер узбекского происхождения. Выступал в сборной Казахстана. Трёхкратный чемпион Казахстана. Ныне ассистент главного тренера в ФК «Туран».

## Карьера
Родился в Чимкенте. Здесь же постигал азы футбола. В юности жил в Ташкенте, одновременно играл в командах Ташкента и Чимкента (за «Томирис/Синтез»).
В 1999 году с подачи футбольного агента Константина Сарсания заключил свой первый профессиональный контракт на три года с московским «Торпедо». Но в чехарде тренеров себя показать не смог и провёл время в «Торпедо-2».
В 2001 году полсезона сыграл в казахстанском клубе «Мангыстау» у тренера Владимира Фомичёва. Тот взял его в молодёжную сборную Казахстана, и команда выиграла «бронзу» на Восточно-Азиатских играх в японской Осаке. Клуб был расформирован, и Ирисметов вернулся в Москву. Там его рекомендовали Сергею Тимофееву, который увёз его в Павлодар к тренеру Дмитрию Огаю.
Со своей новой командой «Иртыш» и напарником по защите Тимофеевым Ирисметов дважды становился чемпионом страны (2002, 2003) и вице-чемпионом 2004. В апреле 2004 года дебютировал в национальной сборной Казахстана, тренером которой стал Сергей Тимофеев.
В 2005 и 2006 годах играл в составе алматинского «Кайрата», в 2005 став с ним бронзовым призёром чемпионата Казахстана и снова финалистом Кубка Казахстана.
В 2007 году по приглашению Дмитрия Огая перешёл в костанайский «Тобол», где сразу выиграл с командой серебряные медали и Кубок страны, в следующем году проиграли «Актобе» по пенальти «золотой матч» за чемпионство, но в 2010 году всё же стал в третий раз чемпионом Казахстана, уже без Огая, покинувшего клуб.
В ноябре 2010 года ушёл в шымкентский «Ордабасы» . Вместе с клубом стал двукратным обладателем Кубка Казахстана и впервые выиграл Суперкубок Казахстана. В июле 2012 года перешёл в каскеленский «Сункар», но быстро покинул команду из-за её финансовых проблем и вернулся в «Ордабасы».
Концовку сезона 2014 провёл снова в «Тоболе», а в 2015 году играл в кзылординском «Кайсаре», но клуб занял последнее 12 место и вылетел в Первую лигу.
1 февраля 2016 года состоялось «третье пришествие» Ирисметова в «Ордабасы». Он подписал с клубом контракт на один год, затем продлил ещё на год и был с командой, когда она впервые выиграла бронзовые медали.
В феврале 2018 года подписал контракт с клубом Первой лиги «Алтай ВКО», где главным тренером был его старый друг Сергей Тимофеев. В силу своего опыта Фархадбек сразу стал капитаном команды.

## Достижения
«Иртыш»
- Чемпион Казахстана (2): 2002, 2003
- Серебряный призёр чемпионата Казахстана 2004
- Финалист Кубка Казахстана по футболу 2002

 «Кайрат»
- Бронзовый призёр чемпионата Казахстана: 2005
- Финалист Кубка Казахстана по футболу 2005

 «Тобол»
- Чемпион Казахстана 2010
- Серебряный призёр чемпионата Казахстана 2007, 2008
- Обладатель Кубка Казахстана 2007
- Победитель Кубка Интертото 2007

 «Ордабасы»
- Бронзовый призёр чемпионата Казахстана 2017
- Обладатель Кубка Казахстана 2011
- Обладатель Суперкубка Казахстана 2012